# Audi A5
Audi A5 je serija kupe automobila koje proizvodi nemački proizvođač automobila Audi. Prvi modeli ovog prestižnog automobila su se mogli videti od marta 2007. godine kada je predstavljen. Audijeva interpretacija kupea sa petora vrata nije ostavila konkurente ravnodušnim šta više u Ingolštatu su iskoračili u tom pravcu nepune dve godine nakon što je na osnovi modela A4 predstavljen Audi A5 – klasičan kupe sa dvoja vrata. Audi sportbek je kreiran 2009. godine sa namerom da se u premijum srednjoj klasi ponudi nešto novo, drugacije i originalno. Cilj je bio izraditi kvalitetan, praktičan i dinamičan kupe sa petora vrata.

## Prva generacija (2007−2016)

### Prvo izdanje
Audi A5 je obeležio Audijev povratak na tržište luksuznih kupe automobila još od B3-B4 modela. Audi 80 koje je bazirani kupe model završio je proizvodnju 1996. godine. Od 10. maja 2006. potvrđeno je da Audi A5 ide u proizvodnju. B6/B7 A4 su izradili varijantu kabrioleta ali ne kupe varijantu modela. Audi A5 je odlučio da odvoji kabriolet zajedno sa novim kupeom i sa četvoro vrata sportskim sedanom u varijantu svog Audi A5.
Ovaj automobil je bio prvi od B8 nemačke porodice automobila koji su izlazili u proizvodnju pored ostalih koji čine njegovu porodicu to su Audi A4 i Audi Q3 terenac. Ovi modeli su bili bazirani na modularno uzdužnoj platformi na kojima će biti i sledeća generacija A6 i modela A8.
A5 je treći model kupe varijante Audijevog parkinga prate ga druga generacija Audi TT modela i savršeni R8 model. Audi A5 je adaptirao dizajn elemenata Nuvolari koncepta automobila. Audi pokreće 3.2 litarski FSI V6 motor sa 195 KW ( 265 PS, 261 hp )

### Kupe model (8T3)
Dizajn je baziran na Nuvolari konceptu automobila. Oba modela Audi A5 i Audi S5 kupe su pušteni i predstavljeni na Međunarodnom salonu automobila u Ženevi i Melburnu marta 2007. godine.
Poručivanje modela A5 i S5 počelo je još od marta 2007 a prvi primerci su dostavljeni vec u junu iste godine. Prodajni modeli su uključivali u ponudu motore sa 3.2 FSI V6 motorom i 3.0 TDI dizel agregatom sa pogonom na sva četiri točka i šestostepenim menjačem, u ponudi je bio i slabiji 1.8 TFSI motor.
Modeli koji su bili za američko tržište su obuhvatali A5 3.2 FSI pogon na sva četiri točka i S5 kupe sa 4.2 FSI motorom. Oba su bila uparena sa šestostepenim menjačima. U ponudi su bili manuelni i tiptronik automatski menjači. Model S5 je počeo sa prodajom tek u novembru 2007. godine samo sa manuelnim menjačem dok su ljubitelji automatika dobili svoje automobile tek početkom leta 2008. godine.
Modeli koji su bili namenjeni za kanadsko tržište počeli su sa prodajom 2008. godine. Plasirani modeli su bili A5 3.2 FSI sa izborom šestostepenog manuelnog ili automatskog tiptronik menjača. Od početka 2011. godine dostupni su bili samo turbo 2.0 L motori za njihovo tržište. Početkom 2013. Audi je predstavio i novu A5 crnu ograničenu verziju. 

### Kabriolet (8F7) (2009−)
Proizvodnja modela Audi A5 kabrioleta, kao i S5 kabrioleta počela je početkom 2009. godine. Audi A5 kabriolet uključivao je fabrički krov koji je podsećao na eos. S5 kabriolet je dolazio sa 3.0 TFSI V6 motorom. Audijev A5 kabriolet je zamenio postojeći A4 kabriolet. Poručivanje A5 kabrioleta počinje krajem 2009 godine. Prestavljeni modeli su bili izloženi na auto sajmu u Njujorku.
Američka verzija A5 i S5 kabrioleta puštena je u prodaju septembra 2009. kao model iz 2010. Raniju modeli uključujući A5 2.0 TFSI multitronik, A5 2.0 tiptronik, S5 kvatro S tronik.

### S5 (2007−)
Audi S5 je predstavljen kao kupe verzija u isto vreme kao i model A5. U poređenju Audi S5 i A5 nudi se drugačiji izgled modela. Najviše se razlikuju modeli S i RS pored prvo izvedenih LED svetala kao i bi−ksenona prednjih i zadnjih hromiranih delova.
Dizajn enterijera je sasvim korektan, sa logično pozicioniranom instrumentacijom i dostupnim komandama. Preglednost je slaba tačka, kao i kod većine novih automobila, mada sa preciznim uparkiravanjem neće imati većih problema, posebno kada se uzme u obzir da je automobil na testu bio opremljen Audi parking plus sistemom sa zvučnom signalizacijom.
U mnogim prodavnicama se nije moglo videti S5 model koji je imao manje točkove sa toliko niskoprofilnim gumama što je bilo dosta agresivnije nego kod predstavljenih modela A5 koji su dolazili sa manje ekskluzivnijim točkovima i detaljima. Pored toga imali su duplo veća sportska sedišta i dosta drugih sportskih detalja koji nisu imali modeli A5. Unapređenje je usledilo 2010. godine naprednim LED svetlima predstavili su model u drugačijem svetlu kao i ponuda sedišta presvučena u alkantara kozu. Pored sličnog izgleda oni nisu imali nikakvih sličnosti jer su u modelu S5 ugrađivani nesvakidašnji motori S5 kupe 4.2 FSI V8 motor sa 260 kw i 350 ks i naravno 3.0 TFSI V6 motor koji je imao 245 kw 330 ks koji su delili i Audi S4 Sport 3.0 TFSI kvatro modeli sa pogonom na svim točkovima. Kupe je imao opciju šestostepenog menjača dok je sportski kabriolet imao sedmostepeni automatski menjač sa duplim kvačilom.

### Sportbek
Radi se o sportskom sportbek kupeu sa dvoje vrata koji je baziran na limuzini Audi A6. Glavne razlike, po rečima dizajnera, jeste novi nos, farovi su nešto viši, Audi A4 ima oštrije ivice dok je kod A5 emocija izraženija.
Agregat je dobro poznati V6 motor, ali u novoj aluminijumskoj verziji, dajući 350 konja snage uz maksimalni obrtni momenat od 500Nm. To je dovoljno za ubrzanje od 0 do 100 na sat od 4.7 sekundi uz maksimalnu brzinu od 250 na sat. Za one koji su više za standardne varijante tu su tri dizel i jedan benzinski motor. Benzinac je dvolitraš TFSI koji daje 188 konja snage dok su dizeli u ponudi dvolitarski i trolitarski TDI motori koji su sada lakši i efikasniji za 22 procenata.
Audi A5 sportbek je model namenjen evropskom tržištu, a verzija koja je najpoznatija je sa dvolitarskim TDI motorom koja je, idealna za kupce sa Starog kontinenta. Ona sjedinjuje eleganciju kupea, komfort limuzine i praktičnost аvanta (karavana). Prednji deo od nosa do A stuba je identičan sa A5 kupeom, dok je ostatak potpuno nov. Mada je zadržana kupe forma zahvaljujući padajućoj liniji krova, i atraktivnom profilu, dodavanje dvoje vrata jasno naglašava da se radi o automobilu koji je predviđen prvenstveno za porodicu, odnosno, vožnju više putnika.
Zadnji deo automobila je efikasno i lepo dizajniran, i omogućava lak prilaz prtljažniku koji raspolaže sa čak 480 litara korisne zapremine kada su zadnja sedišta na svom mestu, i čak 980 l kada se zadnja klupa (u 60:40 odnosu) preklopi. Audi A5 sportbek bez problema možemo nazvati i velikim hečbekom. Na auto-putu se nedostatak u vidu ne baš savršene upravljivosti ne primećuje. U gradskim uslovima vožnje, servotronik asistencija je prenaglašena, dok progresivno postaje teža, čak prebrzo, kako brzina automobila raste.
Duže međuosovinsko rastojanje kao da je malo poremetilo balans automobila, čini se, tako da upravljanje nije tako precizno kao kod A5 kupea ili A4 modela. Vožnja na otvorenom putu nije mirna kao što smo navikli od Audija, jer automobil pliva na neravninama i daje relativno povratnih informacija na upravljaču. Ipak, audi A5 sportbek 2.0 TDI je prvenstveno komforno vozilo za vozače koji prelaze veliki broj kilometara na auto-putevima.
Iako izgled A5 sportbeka nikog ne ostavlja ravnodušnim, kabinski prostor je ono što je zaista premium. Enterijer je visoke klase, i sve odiše nemačkim kvalitetom. Prostora ima kao i u A4, ukoliko izuzmemo manjak prostora za glave putnika na zadnjoj klupi.
Međutim, prtljažni prostor je na nivou avanta, tako da se dobija atraktivni hečbek D segmenta koji poseduje praktičnost i svestranost jednog karavana. Vozačka pozicija je malo odmaknuta, mada komfora ni malo ne nedostaje, uz blago iskošene nožne komande, što će nekom možda i zasmetati. Jedino razočaranje jeste ručica menjača, odnosno, promena stepena prenosa, koja nije na nivou Audija što se preciznosti tiče.
Od menjača u ponudi su šestostepeni manuelni i sedmostepeni odnosno osmostepeni automatski menjači. Trolitarski motori dolazi sa "quattro" pogonom na svim točkovima kao deo standardne opreme. Zapremine prtljažnika iznosi 465 litara, "A5" je lakši za 60 kilograma od limuzine na kojoj je baziran ali ipak pruža više mesta za noge putnicima na zadnjem sedištu.
Od bezbednosnih sistema tu je gomila pametne tehnologije koja se može kontrolisati preko ekrana veličine 7 inča, kabinu osvetljavaju LED ambijentalna svetla, a novi vlasnici moraće da plate između 40.000 i 55.000 hiljada evra za ovaj sportbek kupe.

### Specifikacije

#### Godišta proizvodnje modela
| Model                        | Kupe      | Kabriolet | Sportbek  |
| ---------------------------- | --------- | --------- | --------- |
| A5 1.8 TFSI (118 kW)         | 2009–     | 2009–     | 2009–     |
| A5 1.8 TFSI (125 kW)         | 2007–2008 | -         | -         |
| A5 1.8 TFSI (130 kW)         | 2012–2016 | -         | 2016–     |
| A5 2.0 TFSI (132 kW)         | 2008–2011 | 2009–2011 | 2009–2011 |
| A5 2.0 TFSI (155 kW) quattro | 2008–     | 2009–     | 2009–     |
| A5 3.0 TFSI quattro          | 2012–     | 2009–     | 2009–     |
| A5 3.2 FSI                   | 2007–2011 | 2009–2011 | 2009–2011 |
| S5 4.2 FSI quattro           | 2007–2012 | -         | -         |
| RS5 4.2 FSI quattro          | 2010–     | 2012–     | -         |
| A5 2.0 TDI (105 kW)          | -         | 2010–     | 2010–     |
| A5 2.0 TDI (125 kW)          | 2008–2011 | 2009–2011 | 2009–2011 |
| A5 2.7 TDI                   | 2007–2011 | 2009–2011 | 2009–2011 |
| A5 3.0 TDI (177 kW)          | 2007–2011 | 2009–2011 | 2009–2011 |

#### Modeli raspoređeni po snazi motora
| Model                                   | Godišta   | Kubikaža                                            | Snaga - obrtni momenat                                                  |
| Benzin                                  | Benzin    | Benzin                                              | Benzin                                                                  |
| --------------------------------------- | --------- | --------------------------------------------------- | ----------------------------------------------------------------------- |
| A5 1.8 TFSI coupé                       | 2007–2008 | 1.798 cc (109,7 cu in) I4 turbo (CABD)              | 125 kW (170 PS; 168 КС) at 6200, 250 N⋅m (184 lbf⋅ft) at 1500-4800      |
| A5 1.8 TFSI                             | 2009–     | 1.798 cc (109,7 cu in) I4 turbo (EA888) (CDHB)      | 118 kW (160 PS; 158 КС) at 6200, 250 N⋅m (184 lbf⋅ft) at 1500-4500      |
| A5 1.8 TFSI                             | 2016–     | 1.798 cc (109,7 cu in) I4 turbo (CJEE) (CDHB)       | 130 kW (177 PS; 174 КС) at 6200, 320 N⋅m (236 lbf⋅ft) at 1400-4500      |
| A5 2.0 TFSI                             | 2008–2011 | 1.984 cc (121,1 cu in) I4 turbo (CDNB)              | 132 kW (179 PS; 177 КС) at 6000, 320 N⋅m (236 lbf⋅ft) at 1500-3900      |
| A5 2.0 TFSI, 2.0 TFSI quattro           | 2008–     | 1.984 cc (121,1 cu in) I4 turbo (EA888) (CDNC)      | 155 kW (211 PS; 208 КС) at 6000, 350 N⋅m (258 lbf⋅ft) at 1500-4200      |
| A5 3.0 TFSI, 3.0 TFSI quattro           | 2011–     | 2.995 cc (182,8 cu in) V6 supercharged              | 200 kW (272 PS; 268 КС) at 4780-6500, 400 N⋅m (295 lbf⋅ft) at 2150-4780 |
| A5 3.2 FSI, 3.2 FSI quattro             | 2007–2011 | 3.197 cc (195,1 cu in) V6 (CALA)                    | 195 kW (265 PS; 261 КС) at 6500, 330 N⋅m (243 lbf⋅ft) at 3000-5000      |
| S5 3.0 TFSI quattro cabriolet, sportbek | 2009–     | 2.995 cc (182,8 cu in) V6 supercharged (CAKA, CCBA) | 245 kW (333 PS; 329 КС) at 5500-7000, 440 N⋅m (325 lbf⋅ft) at 2900-5300 |
| S5 4.2 FSI quattro coupé                | 2007–2012 | 4.163 cc (254,0 cu in) V8 (CAUA)                    | 260 kW (354 PS; 349 КС) at 7000, 440 N⋅m (325 lbf⋅ft) at 3500           |
| RS5 4.2 FSI quattro coupé               | 2010–2017 | 4.163 cc (254,0 cu in) V8 (CFSA)                    | 331 kW (450 PS; 444 КС) at 8250, 430 N⋅m (317 lbf⋅ft) at 4000-6000      |
| RS5 2.9 TFSI quattro coupé              | 2018–     | 2.894 cc (176,6 cu in) V6 biturbo                   | 336 kW (457 PS; 451 КС) at 6700, 600 N⋅m (443 lbf⋅ft) at 1900-5000      |
| Dizel                                   |           |                                                     |                                                                         |
| A5 2.0 TDIe sportbek                    | 2011–     | 1.968 cc (120,1 cu in) I4 turbo                     | 100 kW (136 PS; 134 КС) at 4200, 320 N⋅m (236 lbf⋅ft) at 1750-2500      |
| A5 2.0 TDI sportbek                     | 2009–     | 1.968 cc (120,1 cu in) I4 turbo (CAGA)              | 105 kW (143 PS; 141 КС) at 4200, 320 N⋅m (236 lbf⋅ft) at 1750-2500      |
| A5 2.0 TDI, 2.0 TDI quattro             | 2008–2011 | 1.968 cc (120,1 cu in) I4 turbo (CAHA)              | 125 kW (170 PS; 168 КС) at 4200, 350 N⋅m (258 lbf⋅ft) at 1750-2500      |
| A5 2.0 TDI, 2.0 TDI multitronic         | 2011–     | 1.968 cc (120,1 cu in) I4 VTG turbo (CGLC)          | 130 kW (177 PS; 174 КС) at 4200, 380 N⋅m (280 lbf⋅ft) at 1750-2500      |
| A5 2.7 TDI                              | 2007–2011 | 2.698 cc (164,6 cu in) V6 turbo (CAMA, CGKA)        | 140 kW (190 PS; 188 КС) at 3500-4400, 400 N⋅m (295 lbf⋅ft) at 1400-3250 |
| A5 3.0 TDI quattro                      | 2007–2011 | 2.967 cc (181,1 cu in) V6 turbo (CAPA, CCWA)        | 177 kW (241 PS; 237 КС) at 4000-4400, 500 N⋅m (369 lbf⋅ft) at 1500-3000 |

#### Modeli menjača
| Model                                   | Godina    | Tip |
| Benzin                                  | Benzin    | Benzin |
| --------------------------------------- | --------- | --- |
| A5 1.8 TFSI coupé (125 kW)              | 2007–2008 | 6-brzina manuelni menjač |
| A5 1.8 TFSI (118 kW)                    | 2009–     | 6-brzina manuelni menjač |
| A5 2.0 TFSI (132 kW)                    | 2008–     | 6-brzina manuelni menjač |
| A5 2.0 TFSI (155 kW)                    | 2008–     | 6-brzina manuelni menjač |
| A5 2.0 TFSI quattro (155 kW)            | 2008–     | kupe: 6-manuleni, 7-brzina automatik, 6-brzina tiptronic, 8-brzina tiptronic sportbek: 6-brzina manueni, 7-brzina tronic kabriolet: 7-brzina S tronic, 8-brzina automatik tiptronic                   |
| S5 3.0 TFSI quattro cabriolet, sportbek | 2009–     | 6-brzina manuelni menjač, 7-brzina automatik |
| A5 3.2 FSI                              | 2007–     | multitronic |
| A5 3.2 FSI quattro                      | 2007–     | kupe: 6-brzina manuelni , 6-brzina tiptronic sportbek: 7-brzina S tronic kabriolet: 7-brzina S tronic                                                                                                 |
| S5 4.2 FSI quattro coupé                | 2007–     | 6-brzina manuelni 6-brzina tiptronic |
| RS5 4.2 FSI quattro coupé               | 2010–     | 7-brzina S-tronic |
| Dizel                                   |           | |
| A5 2.0 TDI sportbek (143PS)             | 2009–     | multitronic |
| A5 2.0 TDIe (100 kW)                    | 2011–     | 6-brzina manuelni menjač |
| A5 2.0 TDI (105 kW)                     | 2008–     | 6-brzina manuelni menjač |
| A5 2.0 TDI quattro (125 kW)             | 2008–     | 6-brzina manuelni menjač |
| A5 2.0 TDI (130 kW)                     | 2011–     | 6-brzina manuelni menjač , multitronic |
| A5 2.0 TDI quattro S line (130 kW)      | 2011–     | 6-brzina manuelni 7-brzina S tronic |
| A5 2.7 TDI coupé and cabriolet          | 2007–     | multitronic |
| A5 3.0 TDI quattro                      | 2007–     | kupe: 6-manuleni, 7-brzina automatik, 6-brzina tiptronic, 8-brzina tiptronic 7-brzina manuelni sportbek: 6-brzina manueni, 7-brzina tronic kabriolet: 7-brzina S tronic, 8-brzina automatik tiptronic |

## Druga generacija (2016−)
Kod druge generacije dizajn nije pretrpeo radikalnu promenu već je evoluirao te je u skladu sa aktuelnom dizajnerskom filozofijom Audija. Nudi više prostora u unutrašnjosti od svog prethodnika, a u prilog tome govore i njegove dimenzije. Dužina novog A5 kupe modela iznosi 467 cm, širina 185 cm, dok međuosovinsko rastojanje iznosi 276 cm. Povećana je i zapremina prtljažnika koja sad iznosi 465 litara.
A5 kupe je nešto lakši od svog prethodnika (do 60 kg), a smanjena je i potrošnja goriva. Zavisno od verzije i motora potrošnja je smanjena i do 22%. Koeficijent otpora vazduha iznosi 0.25 što ga čini trenutno najboljim u klasi.
Mogućnost opremanja unutrašnjosti je otišla korak dalje, pa tako u opremi između ostalog mogu se naći head-up ekran, digitalna instrument tabla (Audi Virtual Cockpit od 12.3 inča), MMI infotainment sistem, podrška za android auto i epl kar play, adaptivni tempomat, sistem koji vozača upozorava da je izašao iz svoje trake, sistem za prepoznavanje saobraćajnih znakova, parking assistant, bang & olufsen sound sistem itd.
Za pokretanje ovog modela u početku će biti zadužena dva TFSI turbo benzinca i tri TDI dizelaša, sa rasponom snage od 190 KS do 286 KS, dok će sportski S5 kupe pokretati 3.0-litreni V6 motor sa 354 KS. Audi S5 kupe od 0 do 100 km/h ubrzava za 4,7 sekunde, a po fabričkim podacima ima prosječnu potrošnju goriva od 7,3 l/100 km.
U ponudi će biti tri mjenjača, pa će tako verzije sa četvorocilindrašima i 3.0-litrenim TDI motorom sa 218 KS imati šestostepeni ručni ili sedmostepeni S-tronic mjenjač sa dvostrukim kvačilom, dok će dizelaš sa 286 KS i S5 imati osmostepeni tiptronic. Tu je i opcioni quattro pogon na sva četiri točka.

### Istaknuti detalji Audija A5
Dizajn počev od izdužene, trodimenzionalne haube motora pa sve do zadnjeg dela, dizajn izražava klasičan oblik automobila sa dvoja vrata. Oštre, markantne linije vozilu daju izraz i staturu. Nizak krov se elegantno pruža preko vrata bez okvira, sportska linija ramena ističe velike točkove. Elegantno-sportska linija krova modela Audi A5 sportbek svoj završetak nalazi u nisko naglašenom zadnjem kraju automobila.
Audi matriks LED svetla kontura prednjih svetala savršeno je usklađena sa linijama prednjeg dela. Audi matriks LED prednja svetla dostupna su kao vrhunac opreme. Novi svetlosni potpis odlikuje se karakterističnim fokusiranim četvorookim licem koje podseća na izvorni kvatro. Ono u čemu se bas ističe je oprema. Već u standardnoj varijanti ona je izuzetno bogata, jer ovaj Audi sadrži komponente poput start-stop sistema sa rekuperacijom, bi-ksenon PLUS svetla, režima dnevnog osvetljenja, kao i multifunkcionalnog putnog računara. U dodatnu opremu testiranog modela ubrajaju se i elementi kao što su podne prostirke od velura, sportski multifunkcionalni trokraki upravljač, senzori za kišu i svetla, tempomat, trozonski automatski klima-uređaj, ekskluzivne aluminijumske felne od 18 cola, itd. To je ono što Audija A5 sportbek čini istinskim premium automobilom.
Dodatna oprema u pogledu povezivanja i zadovoljavanja, Audi virtuelni kokpit sa 12.3" TFT ekranom, bang & olufsen zvučni sistem sa 3D zvukom i Audi Rear Seat Entertainment opcijom. Audi MMI Radio plus sa 7" ekranom, trokraki multifunkcionalni upravljač i Audi drive select sistem su neka od poboljšanja u odnosu na prethodni model. Ksenon glavna svetla sa LED dnevnim svetlima i LED zadnjom svetlosnom grupom kao i Audi podrškom za gradske uslove takođe su na raspolaganju.

## Spoljašnje veze
- Zvanični Web sajt
- Profil kompanije na Porše Beograd-Ada Архивирано на веб-сајту  (15. јануар 2017)